# Zgornje Gorče
Zgornje Gorče – wieś w Słowenii, w gminie Braslovče. 1 stycznia 2017 liczyła 72 mieszkańców.